# Arla Foods
Arla Foods amba es una cooperativa multinacional danesa-sueca con sede en Viby, Dinamarca. Es el mayor productor de productos lácteos de Escandinavia, y el mayor productor de lácteos del Reino Unido.
Arla Foods se formó como resultado de la fusión entre la cooperativa láctea sueca Arla y la empresa láctea danesa MD Foods el 17 de abril de 2000. El nombre Arla deriva de la misma palabra que la palabra inglesa 'early' ("temprano") y es un término sueco arcaico para 'temprano (en la mañana)'.

## Historia

### Orígenes

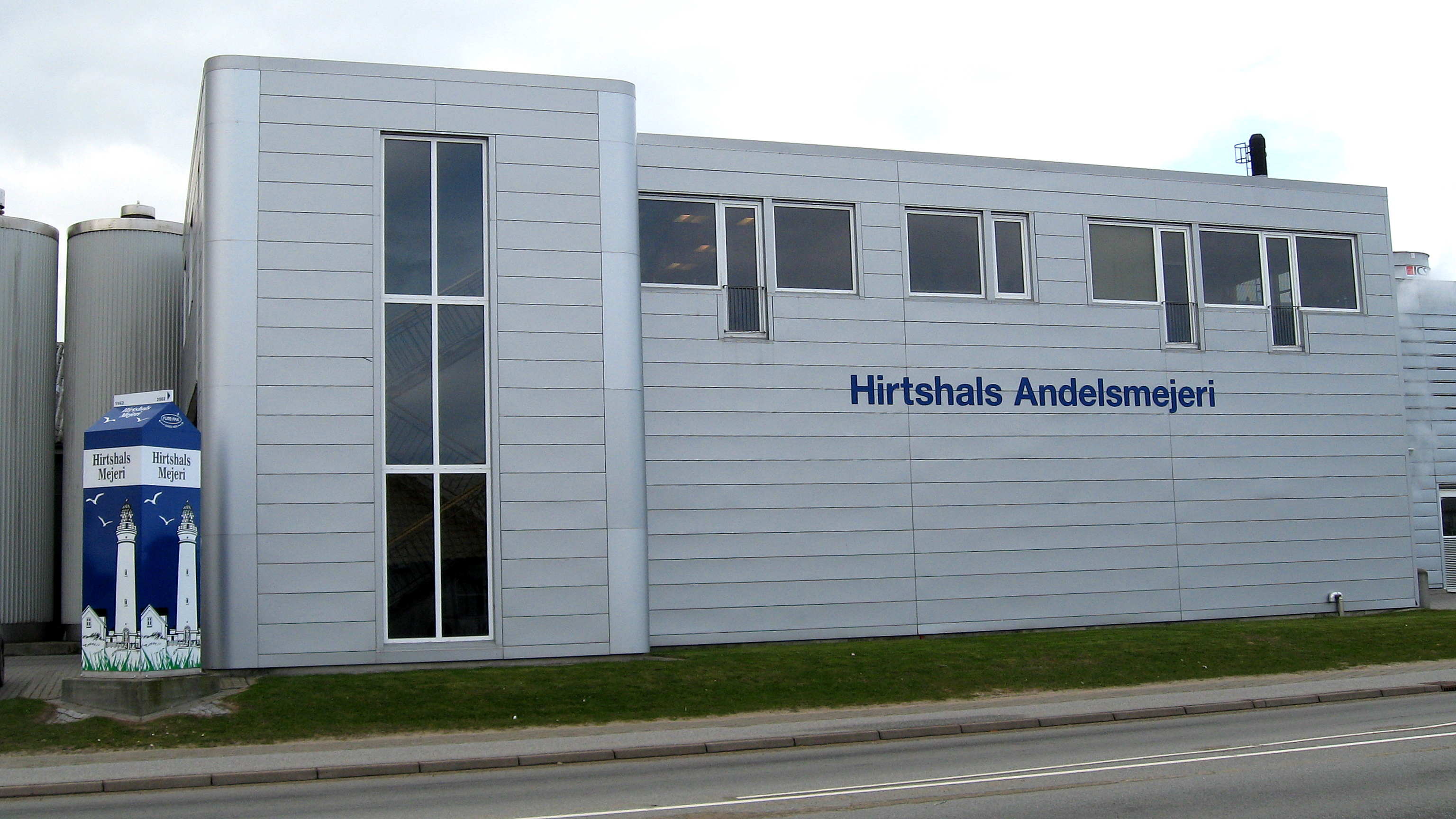
Hirtshals Andelsmejeri, una lechería de Arla Foods en Hirtshals, Dinamarca

En la década de 1880, los productores de leche de Suecia y Dinamarca formaron pequeñas cooperativas para invertir en instalaciones comunes de producción de lácteos. La primera lechería cooperativa se estableció en Suecia en Stora Arla Gård en Västmanland en 1881 bajo el nombre de Arla Mejeriförening, y la primera lechería cooperativa danesa se estableció en Hjedding, en las afueras deØlgod, en el sur de Jutlandia en 1882.
El 26 de abril de 1915, los granjeros lecheros de Estocolmo y los condados adyacentes crearon la organización lechera cooperativa más grande de Suecia, Lantmännens mjölkförsäljningsförening (Asociación minorista de leche de granjeros), que operaba lecherías y una cadena de tiendas que vendían productos lácteos.
En 1927, la empresa registró el nombre Mjölkcentralen (El Centro de la Leche, abreviado MC) y, a partir de la década de 1950, un número creciente de lecherías cooperativas en otras partes de Suecia comenzó a unirse a MC. En 1975, MC cambió su nombre a Arla, un nombre utilizado anteriormente no solo por la primera cooperativa láctea de Suecia, sino también por el minorista de productos lácteos más grande de Gotemburgo entre 1909 y 1965. 
A fines del siglo XX, Arla tenía una participación de mercado del 65% en Suecia.
El 1 de octubre de 1970, cuatro empresas lecheras y tres lecherías individuales establecieron Mejeriselskabet Danmark (MD). En 1988, la empresa cambió de nombre a MD Foods. En 1992, MD Foods y la segunda compañía láctea más grande de Dinamarca, Kløver Mælk, firmaron un acuerdo de cooperación financieramente vinculante, y en 1999, las dos compañías se fusionaron para convertirse en MD Foods, obteniendo el 90% de la producción de leche danesa.
En abril de 2000, MD Foods se fusionó con la sueca Arla y formó Arla Foods A.m.b.A con sede en Aarhus, Dinamarca, y se convirtió en Arla Foods como se la conoce hoy.

### Operaciones actuales
Arla Foods es la cuarta compañía láctea más grande del mundo con respecto al volumen de leche, la séptima con respecto a la facturación. A principios de 2016, 12 500 agricultores de Europa Occidental y Escandinavia eran propietarios de la cooperativa.
Arla Foods tiene tres marcas menores: Castello Blue, Arla, y Lurpak que se venden en todo el mundo. La marca Arla es tanto una marca cooperativa como una marca en todas las categorías de productos. La marca de mantequilla y pastas para untar Lurpak es propiedad de Danish Dairy Board, y Castello es una marca de queso que incluye queso azul y queso amarillo.
Arla Foods incorporó Arla Foods Ingredients, una antigua división, como subsidiaria independiente en 2011. La empresa desarrolla y fabrica ingredientes a base de leche, principalmente proteínas lácteas funcionales y nutricionales, fosfolípidos bioactivos, minerales, permeado y lactosa para la industria alimentaria.
La oficina central se encuentra en Dinamarca. Arla Foods Ingredients tiene una planta de producción de propiedad total en Dinamarca, con producción conjunta en instalaciones en Argentina y Alemania. En marzo de 2011, Arla Foods y DMK formaron la empresa conjunta ArNoCo GmbH & Co. KG, para producir proteínas de suero para la industria alimentaria. En febrero de 2018, Arla Foods anunció sus planes de invertir £70 millones en el Reino Unido, como parte de su estrategia para asegurar oportunidades a largo plazo para sus agricultores en toda Europa. En octubre de 2019, Arla Foods invirtió aproximadamente 50 millones de euros en un sitio de producción de queso en Baréin. Para 2025, Arla espera aumentar la producción anual en Baréin a más de 100 000 toneladas bajo sus marcas Puck, Arla, Dano, Kraft y Private Label.

### Boicot de 2006
Las ventas de Arla se vieron gravemente afectadas por un boicot de dos meses a los productos daneses en Oriente Medio en 2006. La ira entre los musulmanes por las caricaturas satíricas de Mahoma publicadas en Dinamarca fue la causa inicial.
Cuando el gobierno danés se negó a condenar las caricaturas o a reunirse con once embajadores de naciones musulmanas, se organizó un boicot a los productos daneses, comenzando en Arabia Saudita y extendiéndose por todo el Medio Oriente. Oriente Medio es el mercado más grande de Arla fuera de Europa.
El 3 de febrero de 2006, la empresa dijo que las ventas en Oriente Medio se agotaron por completo, lo que le costó a la empresa 2 millones de dólares al día. Poco después de que el boicot afectara las ventas de Arla, el gobierno danés se reunió con embajadores musulmanes y el periódico emitió una disculpa. A pesar de esto, el boicot continuó sin cesar durante dos meses.
En marzo de 2006, Arla sacó un anuncio en Arabia Saudita, disculpándose por las caricaturas e indicando el respeto de Arla por el Islam en el país. Esto provocó controversia en Dinamarca, donde las organizaciones de mujeres y algunos políticos criticaron a Arla y pidieron a las mujeres danesas que boicotearan los productos de Arla en Dinamarca. En abril de 2006, la empresa dijo que sus productos volverían a colocarse en las tiendas de Oriente Medio.
Antes del boicot, abastecía a 50,000 comercios de la zona. Se anunció que muchos de sus principales clientes en Arabia Saudita comenzarían a vender su mantequilla y queso el 8 de abril de 2006. En ese momento, Arla comenzó a patrocinar causas humanitarias en el Medio Oriente para fomentar buenas relaciones públicas con la región.

### Campaña Don't Cancel the Cow
En 2022, Arla lanzó una campaña publicitaria llamada Don't Cancel the Cow afirmando que el aumento del veganismo entre los jóvenes era la razón por la que el futuro de la industria láctea era incierto. La campaña se dirige a los jóvenes por su preocupación por el impacto ambiental de la leche de vaca.

## Distribución Internacional

### Indonesia
En Indonesia, Arla es distribuida por Indofood, Pandurasa Kharisma y Prambanan Kencana como empresa conjunta y empresa importadora.

### Malasia
En Malasia, Arla es distribuida por Lamsoon, que también distribuye productos de Lion Corporation.

### China
En China, Arla es distribuida por Mengniu.

### Japón
En Japón, Arla fue distribuida alguna vez por Morinaga Milk Industry. Sin embargo, ahora lo distribuyen varias pequeñas empresas.

### Corea
En Corea, Maeil Dairies distribuye Arla.

### Egipto
En Egipto, Arla es distribuida por Juhayna.

### África occidental
En África occidental, Arla es distribuida por Tolaram Group, que también distribuye Indomie, Nestlé y Colgate.

### Estados Unidos
En EE. UU., Arla es distribuida por Dairy Farmers of America, que también distribuye Fromageries Bel.

### Alemania
En Alemania, Arla es distribuida por DMK Group.

### Reino Unido
En el Reino Unido, Arla es distribuida por Volac, que también distribuye Nestlé, First Milk y Wilmar.